# Церковь Алексия, Человека Божия (Кострома)
Храм Алексия, Человека Божия в Гашеевой слободе — православный храм в Костроме, построенный в 1762 году. Является памятником истории и культуры федерального значения.

## История

### Начало — XIX век
В XVII веке на северной окраине города находилась Гашеева слободка. Попечением Анастасииного женского монастыря города Костромы, которому эта слободка была жалована под коровий двор, была в 1653 году построена Церковь Преподобного Алексия, человека Божия.
Во второй половине XVIII века на месте обветшавшего к тому времени деревянного храма по благословению епископа Костромского и Галичского Дамаскина священником Иоанном Федоровым на средства прихожан жертвователей была воздвигнута двухэтажная каменная церковь во имя преподобного Алексия, человека Божия.
Строили храм в два этапа: храм возвели в 1759—1762 годах, а в 1770-х годах достроили трапезную и нижний ярус колокольни. Кроме того, в первой половине XIX века построили западное крыльцо и два верхних яруса колокольни.

### XX век — Наше время
В начале XX столетия причт храма состоял из священника и псаломщика. В октябре 1929 года Алексеевская церковь была закрыта властями. Сначала она использовалась как изолятор отделом народного образования. В 1930 году в храме разместилось общежитие. Также в этом году разобрали верхние ярусы колокольни, крыльцо и барабан, а до 1988 года в храме был жилой дом. В 1988—1992 годах в церкви были проведены реставрационные работы, которыми руководил И. Ш. Шевелёв. В ходе этих работ восстановили первоначальный облик церкви. В 1992 году храм вернули Костромской епархии, а 3 мая 1992 года в Алексеевской церкви епископ Костромской и Галичский Александр совершил первое богослужение.
В 1993 году Алексеевская церковь была передана Костромскому Духовному училищу, в 1996 году преобразованному в семинарию. С 1994 года для богослужений, первоначально проходивших в нижнем храме, стал использоваться верхний храм. Попечением благотворителей сейчас возобновлена церковная ограда, на колокольне установлен набор колоколов.
Ныне храм во имя преподобного Алексия, человека Божия является духовным центром большого прихода. Настоятелем храма является протоиерей Иоанн (Гуцул)

## Архитектура
Главной особенностью храма является главка в виде короны на колокольне. По этому поводу в Костроме была легенда, которая гласила, что колокольню украсили в честь посещения города Екатериной II в 1767 году. Храм представляет собой вытянутый с запада на восток четверик, который поперечно ориентирован трапезной со скругленными углами и трёхъярусной колокольней. Четверик храма с полукруглой абсидой, которая равна ему по ширине завершается восьмигранным барабаном, кровлей и луковичной главкой. Над квадратным двухэтажным нижним ярусом колокольни возвышаются два цилиндрических яруса, а третий ярус опоясан круговым балконом. С запада к храму примыкает крыльцо в виде открытой двухмаршевой лестницы с палаткой на верхней площадке. Храм состоит из двух престолов: верхнего и нижнего. Верхний престол освящен во имя преподобного Алексия, человека Божия, а также Василия Великого. Нижний храм имеет один престол, который назван во имя святителя Димитрия, митрополита Ростовского, а также преподобных Зосимы и Савватия Соловецких.

### Внутренне убранство
В храме в то время чтились большой деревянный крест в позолоченной ризе, украшенный жемчугом, а также икона преподобного Алексия, которая была перенесена из прежней деревянной церкви. Икона была древнего письма. Ещё в храме особо чтились образ преподобных Зосимы и Савватия Соловецких. Стенные росписи храма были выполнены в технике клеевой живописи в стиле, который был характерен для конца XVIII — начала XIX веков(не сохранились до нашего времени).